# آدام سروچینسکی
آدام سروچینسکی (انگلیسی: Adam Seroczyński؛ زادهٔ ۱۳ مارس ۱۹۷۴) ورزشکار اهل لهستان است.
وی در مسابقات کشوری و بین‌المللی در مجموع برندهٔ ۱ مدال طلا، ۲ مدال نقره، ۴ مدال برنز شده‌است.